# 별들의 고향 3
"별들의 고향 3"은 한국에서 제작된 이경태 감독의 1981년 멜로/로맨스 영화이다. 유지인 등이 주연으로 출연하였고 최춘지 등이 제작에 참여하였다.

## 출연

### 주연
- 유지인
- 박근형

### 조연
- 김동현
- 윤지희

## 기타
- 조명: 손병진
- 녹음: 김병수